# Caballos en la Primera Guerra Mundial

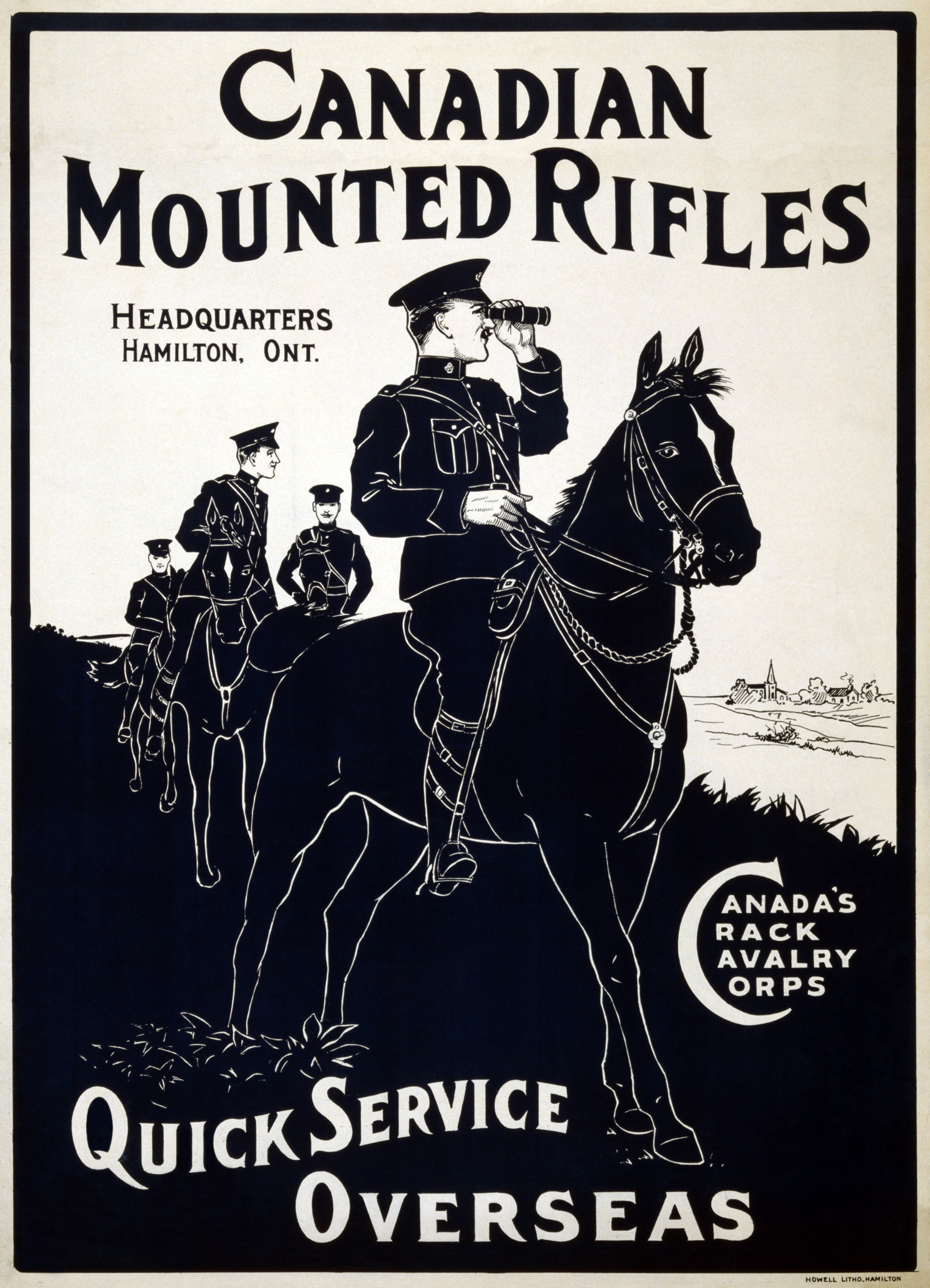
Un afiche de reclutamiento para la caballería canadiense.

El empleo de caballos en la Primera Guerra Mundial marcó un período de transición en la evolución de los conflictos armados. Las unidades de caballería fueron inicialmente consideradas elementos ofensivos esenciales de una fuerza militar; sin embargo, durante el curso de la guerra la vulnerabilidad de los caballos a las ametralladoras modernas y al fuego de artillería redujeron su utilidad en el campo de batalla. El desarrollo paralelo de tanques, en última instancia, reemplazó a la caballería en las tácticas de choque. Mientras que el valor percibido de los caballos en la guerra cambió radicalmente, los caballos todavía desempeñaron un rol importante durante toda la guerra.
Todos los combatientes principales en la Primera Guerra Mundial (1914-1918) iniciaron el conflicto con fuerzas de caballería. Las potencias centrales, el imperio alemán y el imperio austro-húngaro, dejaron de usarlas en el frente occidental poco después de que comenzara la guerra; no obstante, siguieron desplegándolas en forma limitada en el frente oriental hasta bien entrada la guerra. El imperio otomano utilizó ampliamente la caballería durante la guerra. Por el lado de los aliados, el Reino Unido empleó infantería montada y cargas de la caballería durante toda la guerra, pero los Estados Unidos utilizaron la caballería solo por un corto período de tiempo. Aunque no fue muy exitosa en el frente occidental, la caballería aliada sí tuvo algún logro en el frente del medio oriente, posiblemente debido a que se enfrentó un enemigo más débil y menos avanzado tecnológicamente. El imperio ruso usó fuerzas de caballería en el frente oriental, pero con éxito limitado.
Los militares utilizaron caballos principalmente para apoyo logístico durante la guerra; eran mejores que los vehículos mecanizados en el viaje a través del barro profundo y en terrenos irregulares. Los caballos fueron empleados para el reconocimiento y para transportar mensajeros, así como para arrastrar piezas de artillería, ambulancias y carros de suministro. La presencia de caballos, a menudo, aumentaba la moral entre los soldados en el frente, pero los animales contribuían a diseminar enfermedades y al mal estado sanitario en los campos por causa del estiércol y los caballos muertos. El valor de los caballos, así como la creciente dificultad para reemplazarlos era tal que hacia 1917 se dijo a algunas tropas que la pérdida de un caballo era de mayor preocupación táctica que la pérdida de un soldado humano. Con el tiempo, el bloqueo aliado impidió a la potencias centrales importar caballos para reemplazar los perdidos, lo que contribuyó a la derrota alemana. Hacia el final de la guerra, incluso al bien abastecido ejército de Estados Unidos le faltaban caballos.
Las condiciones eran duras para los caballos en el frente; morían por fuego de artillería, sufrían de enfermedades de la piel y resultaron heridos por gas venenoso. Cientos de miles de caballos murieron y muchos más fueron atendidos en hospitales veterinarios y enviados de vuelta al frente. La adquisición de alimentos equinos era una cuestión importante y Alemania perdió muchos caballos por inanición al faltarle forraje. Varios monumentos han sido erigidos para conmemorar a los caballos que murieron. Artistas, incluido Alfred Munnings, documentaron extensamente el trabajo de los caballos en la guerra y estos fueron representados en poesía bélica. Novelas, obras de teatro y documentales también han destacado la participación de los caballos en la Primera Guerra Mundial.

## Caballería

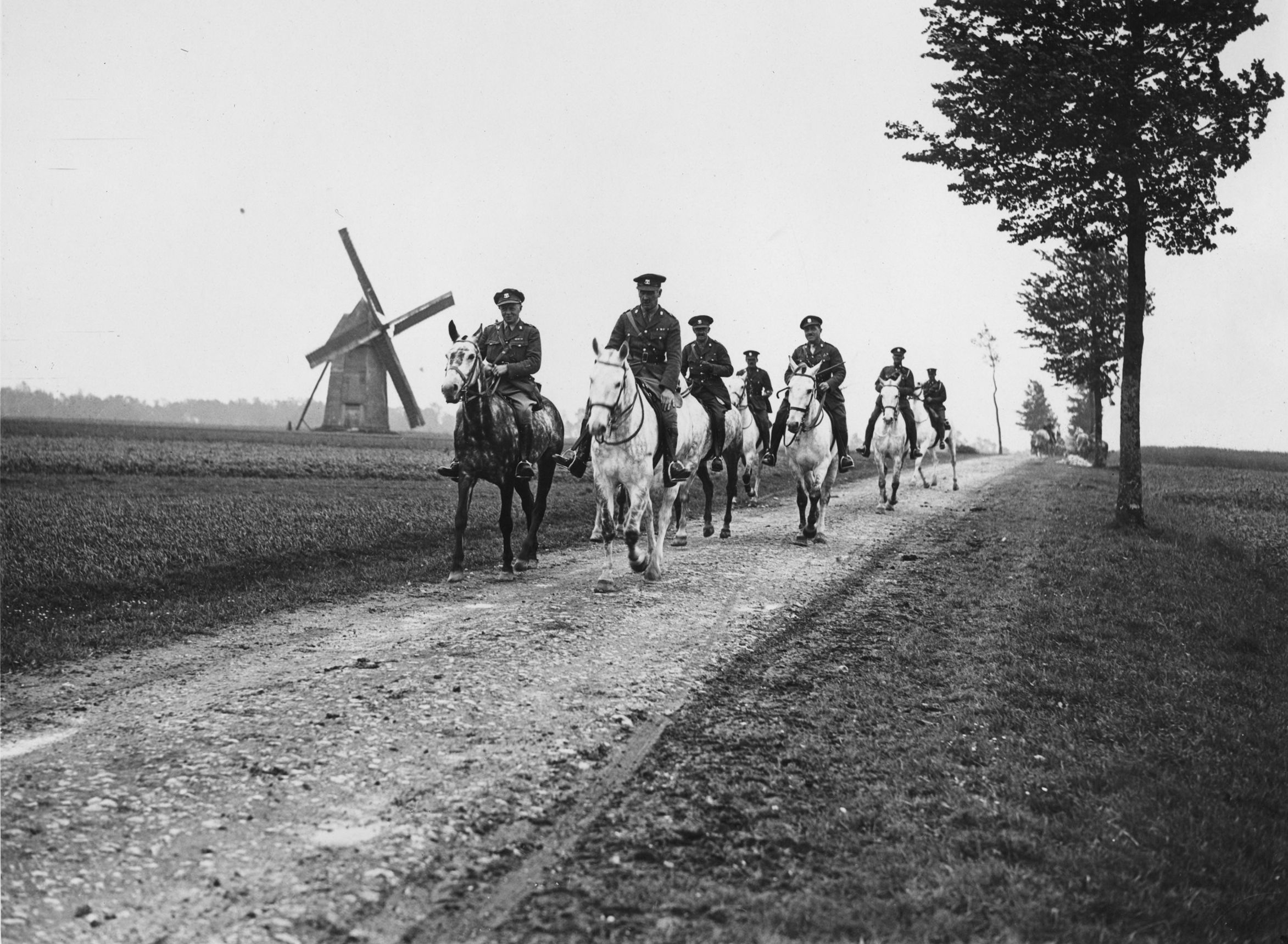
Miembros de los Scots Greys cerca de Brimeux, Francia, en 1918.

Muchos estrategas británicos fuera de las unidades de caballería se percataron, antes de la guerra, de que los avances tecnológicos significarían que la era de la guerra a caballo se acercaba a su fin. Como muchos oficiales de alto nivel estuvieron en desacuerdo, mantuvieron regimientos de caballería preparados durante toda la guerra, a pesar de su utilidad limitada. Los escasos recursos en tiempos de guerra fueron usados para formar y mantener regimientos de caballería que fueron empleados raramente. El uso continuado de la carga de caballería como una maniobra táctica resultó en la pérdida de muchos soldados y caballos en ataques infructuosos contra las ametralladoras enemigas.
Al principio de la guerra sucedieron escaramuzas en distintos frentes que involucraron caballos y tropas montadas que fueron ampliamente usadas para el reconocimiento. La caballería británica estaba entrenada para luchar tanto a pie como montada, pero la mayor parte de caballerías europeas todavía recurrían a la táctica de choque de las cargas montadas. Hubo casos aislados de combates de choque exitoso en el frente occidental, donde las divisiones de caballería también proporcionaron una importante potencia de fuego móvil. A inicios de 1917 se desplegó caballería junto con tanques y aviones especialmente en la batalla de Cambrai donde se esperaba que la caballería aprovecharan entradas en las líneas que los tanques más lentos no podían usar, sin embargo este plan nunca llegó a realizarse por causa de la pérdida de oportunidades y al uso de ametralladoras por parte de las fuerzas alemanas. En Cambrai, las tropas de Gran Bretaña, Canadá, India y Alemania participaron en las acciones montadas. La caballería fue desplegada incluso en una fase tardía de la guerra, con tropas de caballería aliada asediando a las fuerzas alemanas en repliegue en 1918 durante la Ofensiva de los Cien Días, cuando los caballos y los tanques continuaron siendo usados en las mismas batallas. En comparación con su utilidad limitada en el Frente Occidental, «caballería era literalmente indispensable en el Frente Oriental y en el Oriente Medio».
Grandes cambios en el uso táctico de la caballería fueron una característica notable de la Primera Guerra Mundial, dado que el armamento mejorado volvía inefectiva a las cargas frontales. Aunque se utilizó la caballería con buenos resultados en Palestina, en la tercera batalla de Gaza y en la batalla de Megido, en general, el modo de guerra cambió. Los carros de combate estaban empezando a asumir el papel de fuerza de choque. El uso de la guerra de trincheras, alambres de púas y ametralladoras volvió casi obsoleta a la caballería tradicional. Después de la guerra, los ejércitos de las potencias mundiales iniciaron un proceso de mecanización en serio y la mayor parte de los regimientos de caballería fue o bien convertido en unidades mecanizadas o bien disueltos. El historiador G.J. Meyer afirmó que «la Gran Guerra supuso el fin de la caballería». Desde la Edad Media hasta el siglo XX, la caballería había dominado los campos de batalla, pero ya desde la Guerra Civil estadounidense, su valor en la guerra fue disminuyendo a medida que la artillería se hacía más poderosa, reduciendo la efectividad de las cargas de choque. El Frente Occidental en la Primera Guerra Mundial puso de manifiesto que la caballería era casi inútil contra las armas modernas y también confirmó que eran difícil de transportar y abastecer. Los oficiales de la caballería británica, mucho más que sus contrapartes europeas continentales, persistieron en el uso y el mantenimiento de la caballería, bajo la creencia de que las tropas montadas serían útiles para aprovechar los avances de la infantería y de que, bajo las circunstancias correctas, podría hacer frente a las ametralladoras. Ninguna de estas creencias resultó ser correcta. Hubo un caballo llamado Joey, que sobrevivió a la guerra, y del que el se ha hecho una película "War Horse" o "Caballo guerrero".

### Imperio británico

#### Reino Unido

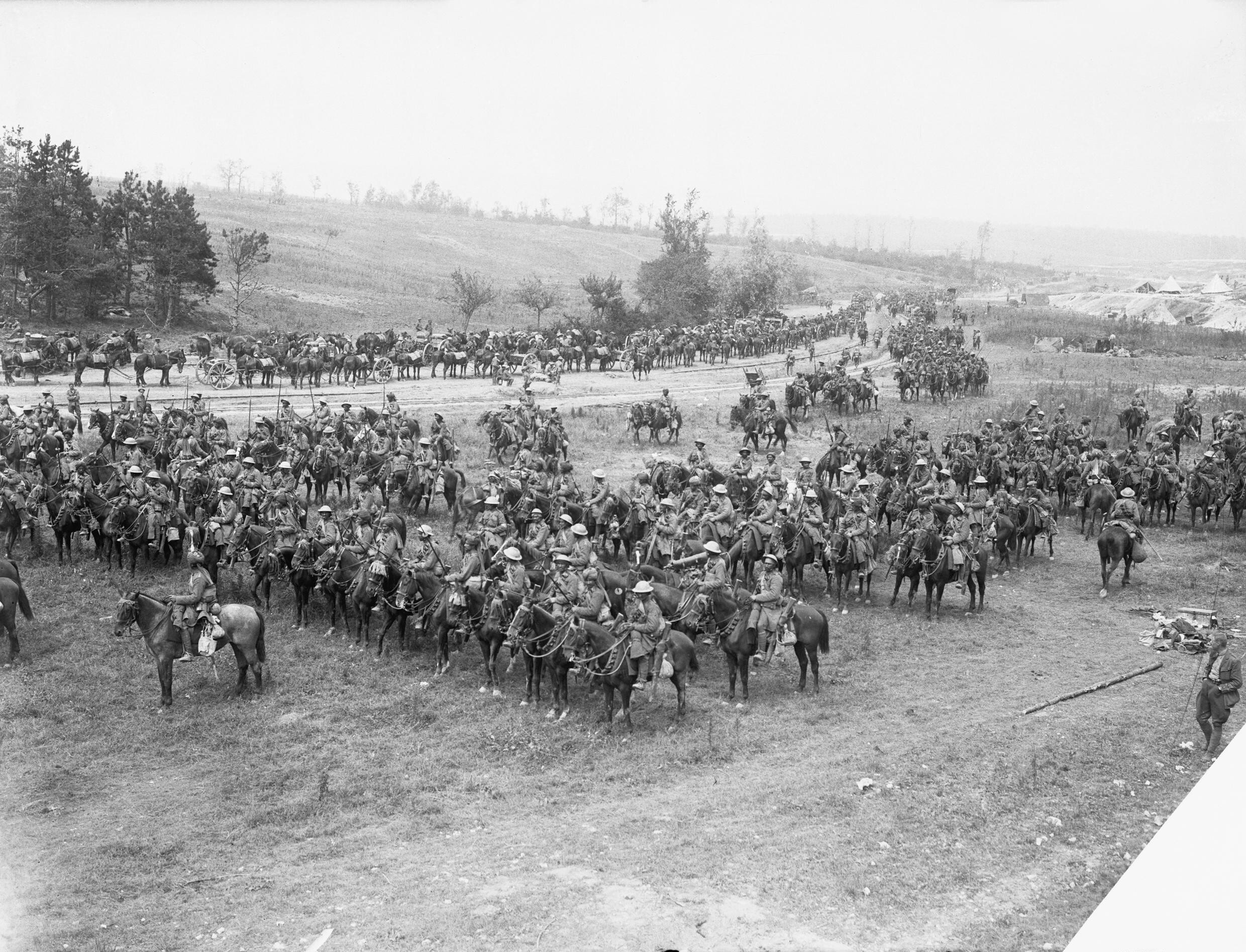
La 20th Deccan Horse formada en filas durante la batalla de Bazentin en 1916.

Según un censo realizado por la policía en 1909 en Gran Bretaña había unos 3 millones de caballos de tiro, además de 200.000 caballos dedicados exclusivamente a la caza. Durante la guerra el ejército británico empleó alrededor de un millón de caballos, 450.000 de ellos procedentes del propio Reino Unido. De estos 450.000 caballos 10.000 fueron comprados a la población civil mediante el Horse Registration Scheme, un registro voluntario establecido en 1887, y otros 120.000 fueron requisados.
El Reino Unido había incrementado sus reservas de caballería después de ver las hazañas de los bóeres montados durante la Segunda Guerra de los Bóeres (1899-1902). Unidades montadas fueron usadas desde los primeros días de la Primera Guerra Mundial. El 22 de agosto de 1914 el primer disparo británico de la guerra en Francia procedía de un soldado de caballería, Edward Thomas de la 4th Royal Irish Dragoon Guards, cerca de Casteau, durante una patrulla en la preparación para la batalla de Mons.